# Sumber Rejeki (Sungai Lilin)
Sumber Rejeki is een bestuurslaag in het regentschap Musi Banyuasin van de provincie Zuid-Sumatra, Indonesië. Sumber Rejeki telt 3079 inwoners (volkstelling 2010).